# Diecezja Romblon
Diecezja Romblon, diecezja rzymskokatolicka na Filipinach. Powstała w 1974 z terenu diecezji Capiz i wikariatu apostolskiego Calapan.

## Lista biskupów
- Nicolas M. Mondejar (1974–1987)
- Vicente Salgado y Garrucho † (1988–1997)
- Arturo Bastes, S.V.D. (1997–2002)
- Jose Corazon Tala-oc (2003–2011)
- Narciso Abellana, M.S.C. (od 2013)